# Escallonia
Escallonia är ett släkte av tvåhjärtbladiga växter. Escallonia ingår i familjen Escalloniaceae.

## Bildgalleri

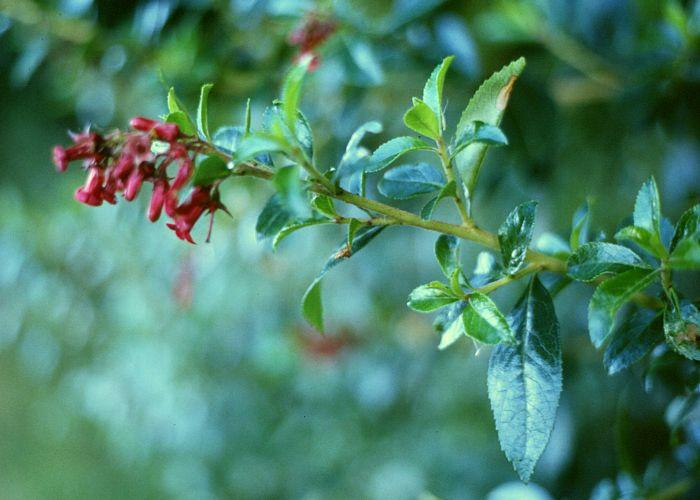
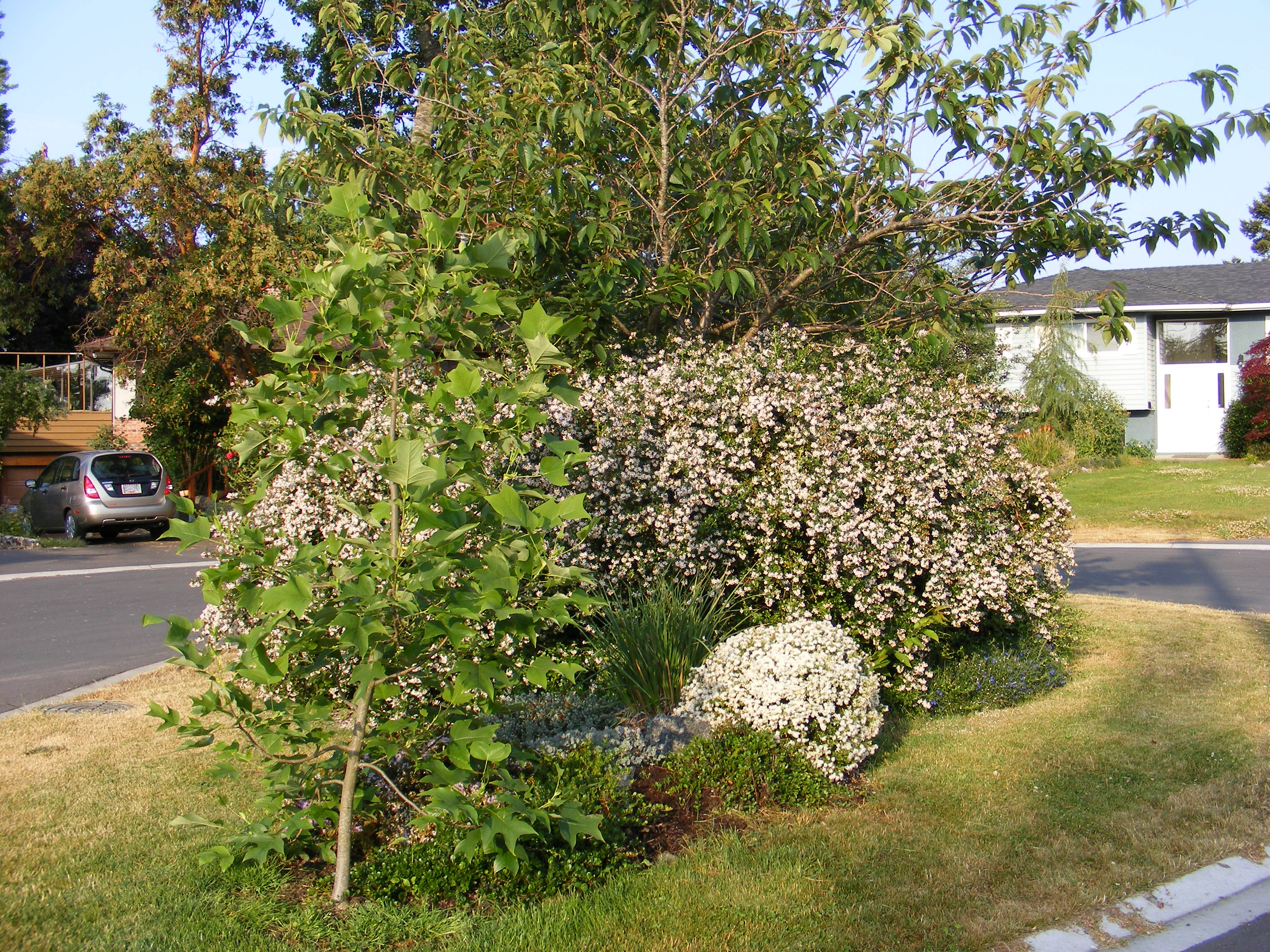
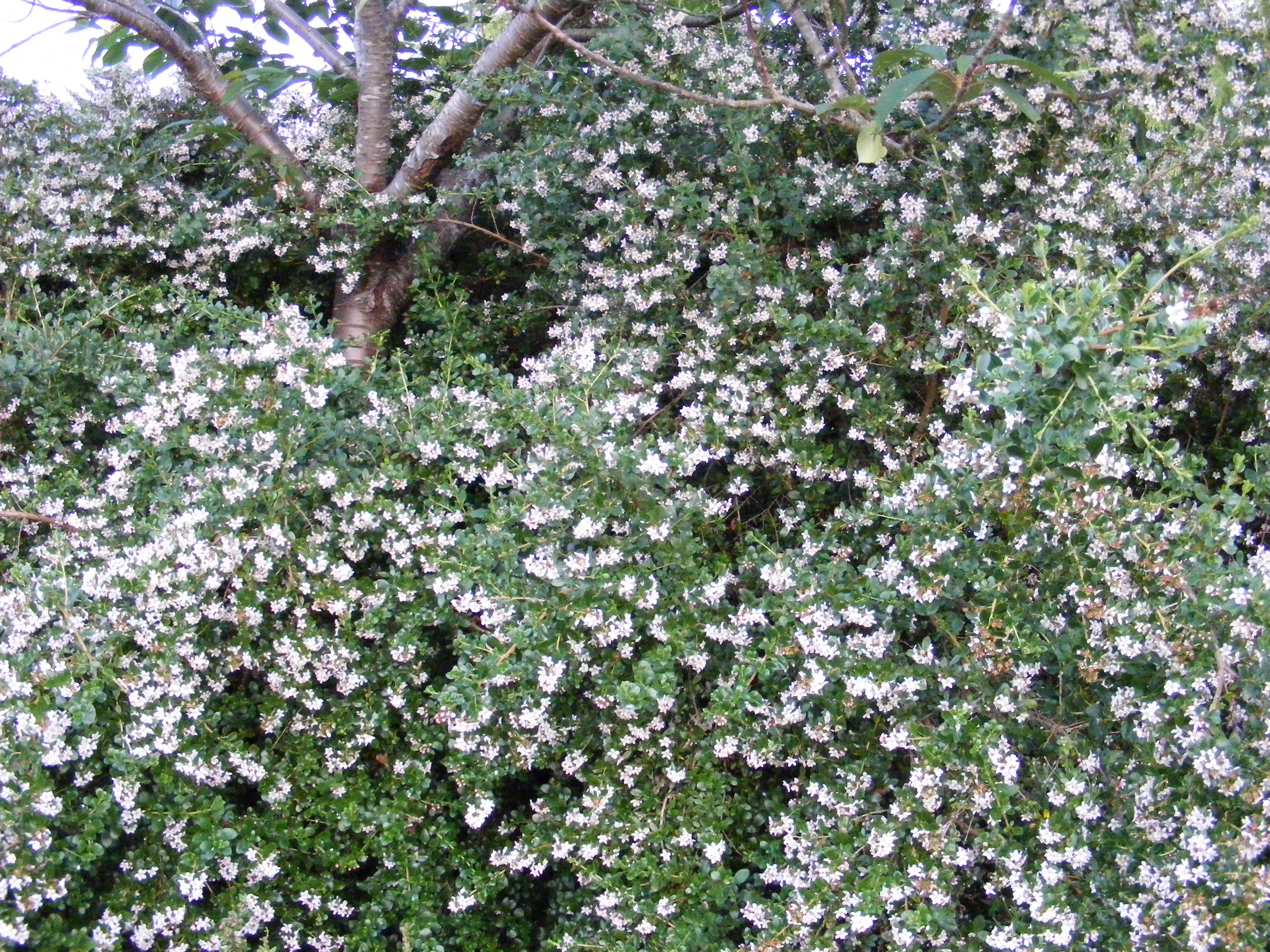
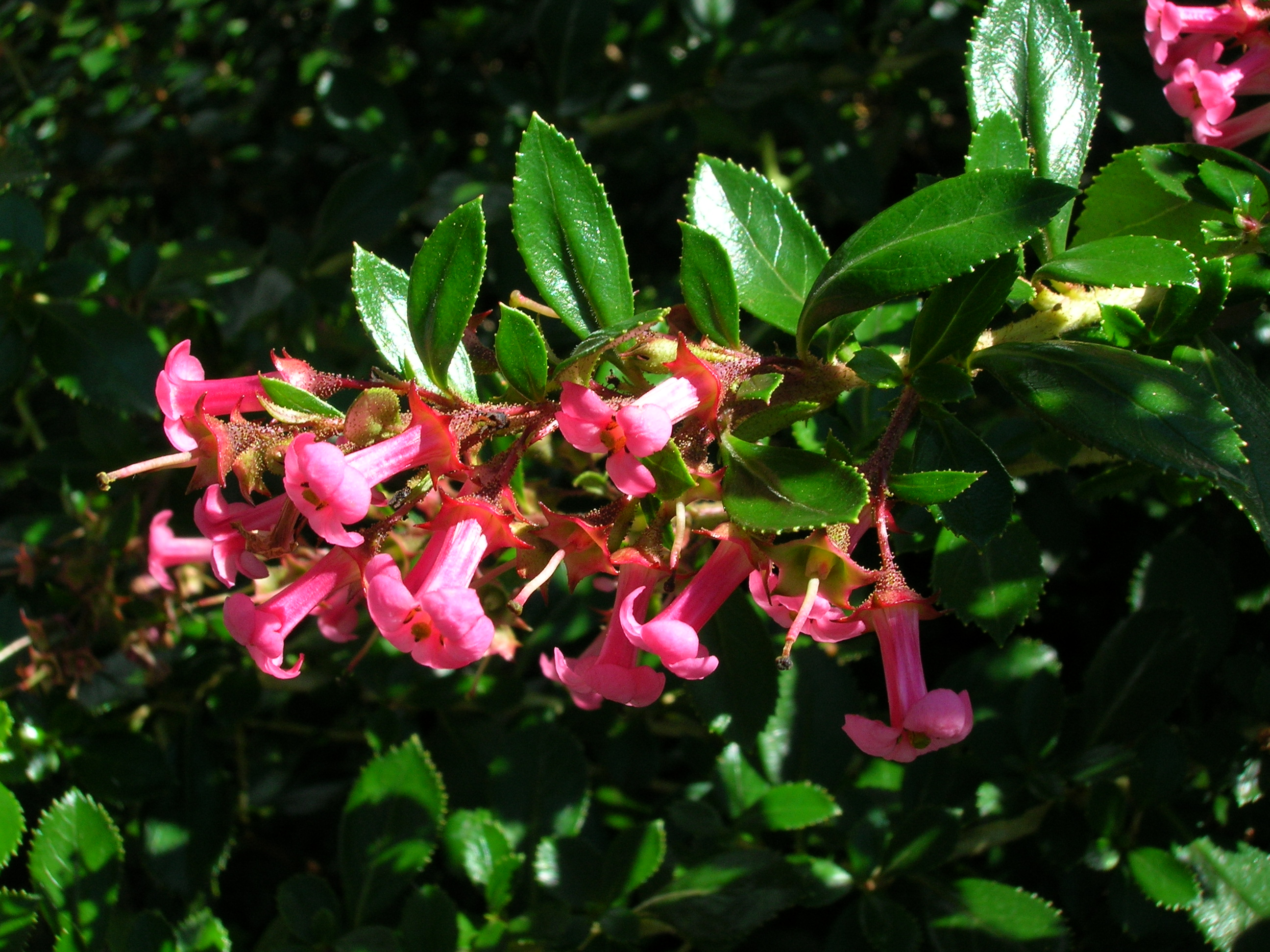

## Dottertaxa tillEscallonia, i alfabetisk ordning[1]
- Escallonia alpina
- Escallonia angustifolia
- Escallonia bifida
- Escallonia callcottiae
- Escallonia chlorophylla
- Escallonia cordobensis
- Escallonia farinacea
- Escallonia florida
- Escallonia gayana
- Escallonia herrerae
- Escallonia hispida
- Escallonia hypoglauca
- Escallonia illinita
- Escallonia laevis
- Escallonia ledifolia
- Escallonia leucantha
- Escallonia megapotamica
- Escallonia micrantha
- Escallonia millegrana
- Escallonia myrtilloides
- Escallonia myrtoidea
- Escallonia obtusissima
- Escallonia paniculata
- Escallonia pendula
- Escallonia petrophila
- Escallonia piurensis
- Escallonia polifolia
- Escallonia pulverulenta
- Escallonia resinosa
- Escallonia reticulata
- Escallonia revoluta
- Escallonia rosea
- Escallonia rubra
- Escallonia salicifolia
- Escallonia schreiteri
- Escallonia serrata
- Escallonia tucumanensis
- Escallonia virgata